# Paul van Zeeland
El vizconde Paul Guillaume van Zeeland (Soignies, 11 de noviembre de 1893 – Bruselas, 22 de septiembre de 1973) fue un abogado, economista y estadista belga.
Fue primer ministro de Bélgica entre el 25 de marzo de 1935 y el 24 de noviembre de 1937.

## Biografía

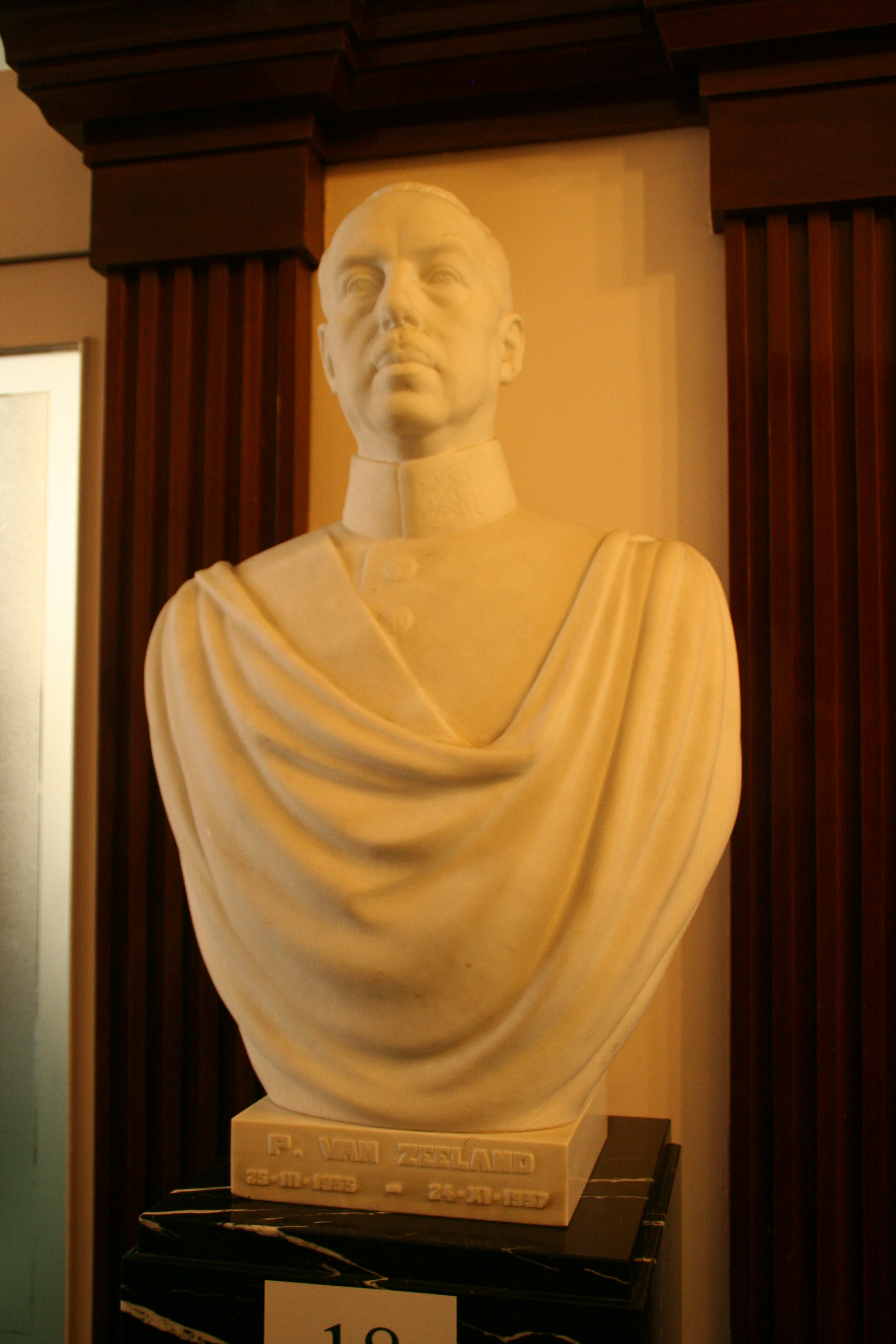
Busto de Paul van Zeeland en el Palacio de la Nación, en Bruselas

Van Zeeland comenzó sus estudios en la Universidad Católica de Lovaina en 1913, que se vieron interrumpidos al año siguiente por la Primera Guerra Mundial. Durante la invasión alemana, sirvió durante unas semanas en el 3er Regimiento de Línea, pero fue hecho prisionero el 19 de agosto de 1914 en Butsel, cerca de Tienen. Finalizada la guerra, retomó sus estudios y se doctoró en Derecho en 1920 y en Ciencias Políticas y Sociales en 1922 por la Universidad Católica de Lovaina. En 1921 obtuvo el título de máster en Economía por la Universidad de Princeton. También se graduó en Filosofía tomista en la Universidad Católica de Lovaina.
En 1922 se incorporó al Banco Nacional de Bélgica, del que de 1926 a 1934 fue director y de 1934 a 1935 vicegobernador. De 1928 a 1963, también fue profesor y catedrático en la Universidad Católica de Lovaina, donde cofundó el Instituto de Ciencias Económicas.
El 12 de junio de 1934 pasó a ser ministro sin cartera del gobierno de De Broqueville, encargado, junto con Jules Ingenbleek, de encontrar soluciones a la crisis financiera. Sin embargo, el plan de rescate que propusieron resultó políticamente inviable y el 7 de noviembre de 1934 dimitieron, seguidos unos días después por todo el gobierno.
En marzo de 1935, fue nombrado primer ministro de un gobierno de unidad nacional (una coalición de los tres principales partidos del país: católicos, liberales y socialistas), que tuvo que hacer frente a la crisis económica que golpeaba al país. Van Zeeland intentó combatir la crisis económica con un plan basado en la devaluación del franco belga, la expansión económica y una serie de reformas estructurales. En su primer gobierno, el Parlamento aprobó en junio de 1935 la ley sobre el uso de las lenguas en los tribunales de justicia.
El gobierno de Van Zeeland dimitió en la primavera de 1936 debido a la agitación del Partido Rexista, pero tras las elecciones generales celebradas el 24 de mayo de 1936, van Zeeland pudo reeditar un gobierno de unidad nacional formado por los tres grandes partidos. Este segundo gobierno aplicó un programa de reformas sociales, como la introducción de la semana laboral de 40 horas y otras medidas destinadas a combatir el desempleo. También se fundó el Centro de Estudios para la Reforma del Estado.
De 1934 a 1935 fue vicegobernador del Banco Nacional de Bélgica y de 1937 a 1939 fue representante del distrito de Bruselas, en sustitución de Alfred Olivier.
En abril de 1937, el líder del Partido Rexista, Léon Degrelle, provocó unas elecciones parciales a la Cámara de Representantes en el distrito de Bruselas. Van Zeeland, con el apoyo de los tres partidos del gobierno, se enfrentó a Degrelle y le derrotó por abrumadora mayoría. En octubre de 1937 presentó su renuncia como primer ministro tras la polémica interpelación de Gustave Sap sobre las malas prácticas financieras en el Banco Nacional. No obstante, no abandonó la política y de 1937 a 1939, formó parte de la cámara como independiente.
Durante la Segunda Guerra Mundial, el gobierno de Hubert Pierlot, exiliado en Londres, le nombró presidente de la Comisión para el Estudio de los Problemas de la Posguerra.
Tras la guerra, Van Zeeland se afilió al Partido Social Cristiano (PSC) y fue senador cooptado por este partido en el Senado de 1946 a 1956. También fue ministro de Asuntos Exteriores de 1949 a 1954 y ministro de Comercio Exterior de 1949 a 1950. En 1956, abandonó la política para dedicarse plenamente a la actividad privada. De 1956 a 1973 fue gerente, y de 1956 a 1963 miembro del comité ejecutivo y consejero general del Banco de Bruselas, y de 1956 a 1971 presidente del Banco Belga de África. En su condición de experto financiero y monetario, participó en numerosas conferencias internacionales y asesoró a muchos gobiernos extranjeros.
En 1948, Paul van Zeeland fue nombrado Ministro de Estado y en 1963 fue elevado a burgrave (vizconde). Fue Secretario General Honorario del Comité Directivo del Grupo Bilderberg.
Durante la batalla lingüística de los años 60, en la época de la introducción de la frontera lingüística y la crisis lingüística de Lovaina, Van Zeeland elaboró un plan para la creación de una nueva estructura estatal en el que abogaba por el federalismo sobre una base provincial.
En 1946, van Zeeland creó una sociedad offshore en Panamá, que salió a la luz en 2013 en el contexto de los Offshore Leaks. A raíz de estas revelaciones, su nieta, Catherine van Zeeland, se apartó como asesora del gabinete de Joëlle Milquet.

## Familia
Van Zeeland era hijo de Louis-Léopold van Zeeland y Marie-Félicité Ynard. En 1926 se casó con Renée Dossin de Saint-Georges (1894-1972), única hija del barón Émile Dossin de Saint-Georges, general de la Primera Guerra Mundial. La pareja tuvo cuatro hijos.